# Phylloxera davidsoni
Phylloxera davidsoni är en insektsart som beskrevs av Duncan 1922. Phylloxera davidsoni ingår i släktet Phylloxera och familjen dvärgbladlöss. Inga underarter finns listade i Catalogue of Life.